# Hydrillodes aroa
Hydrillodes aroa là một loài bướm đêm trong họ Noctuidae.